# Caroline Munro
Caroline Munro (ur. 16 stycznia 1949 w Windsor) – brytyjska aktorka i modelka.